# Jursla gammelskog

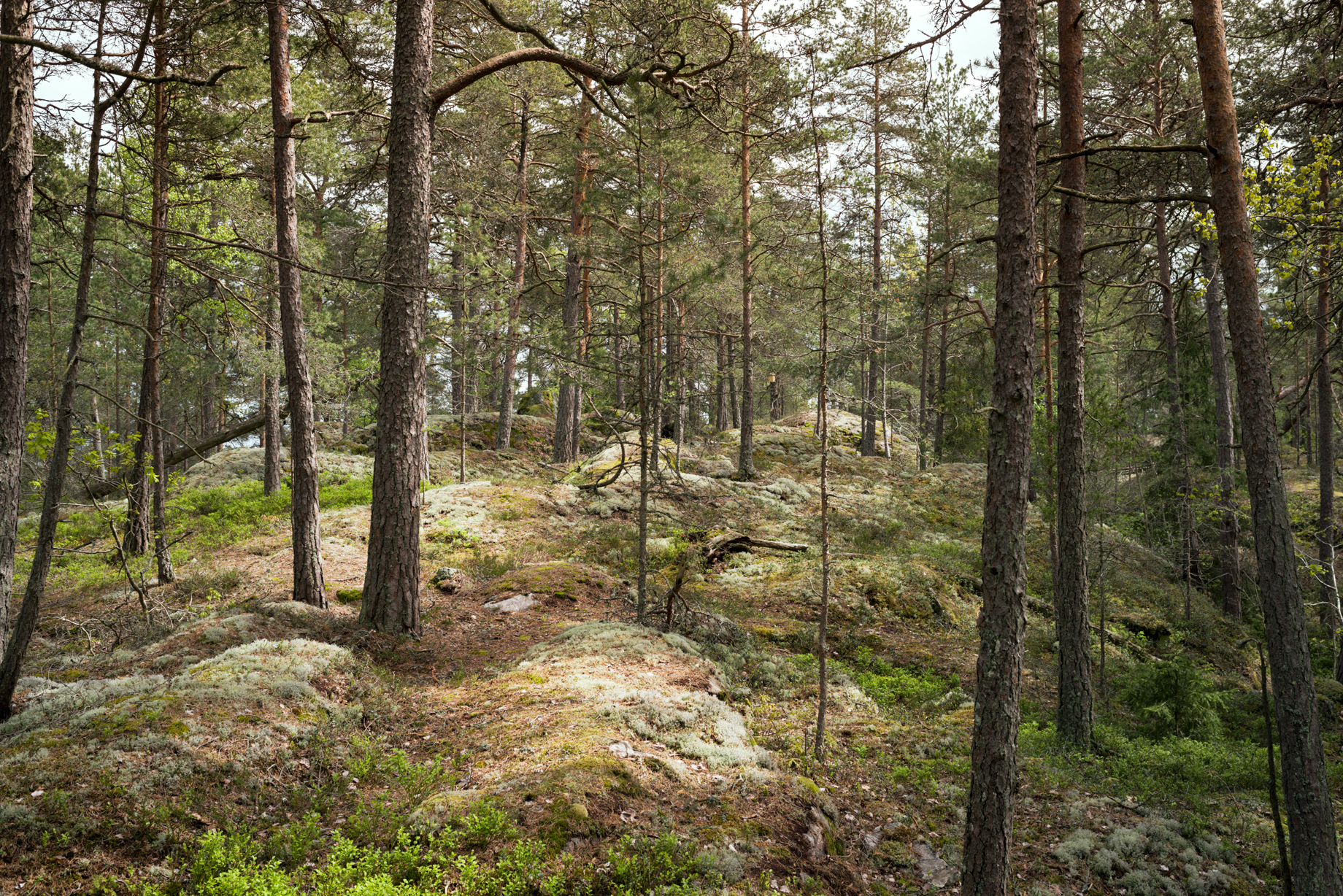
Jursla gammelskog har omväxlande natur, här hällmark med tallar och lavar.

Jursla gammelskog är ett naturreservat i Norrköpings kommun i Östergötlands län.
Området är naturskyddat sedan 2013 och är 90 hektar stort. Reservatet ligger nordväst om Jursla med fornborgen Torsborgen. Reservatet består av barrskog med mest tall.